# Norgot
Norgot (Norgotus, Norgodus, Norgaudus) est un évêque d'Avranches de la fin du Xe siècle et du début du XIe siècle.

## Biographie
Évêque d'Avranches, il rétablit l'autorité épiscopale après la vacance du siège à la suite des invasions viking.
Il souscrit en 1017 à un titre de Guillaume de Volpiano, abbé de Saint-Bénigne de Dijon, lors d'une assemblée d'évêques en présence du prince Richard et de son fils. Vers 1017, il se démet de sa charge pour se faire moine au Mont-Saint-Michel suivant le nécrologe de l'abbaye. Ce retrait fait suite à une vision du Mont-Saint-Michel en feu qu'il aurait eu la nuit de la fête de Saint-Michel. Selon Richard Allen, la fuite de son devoir serait dû à son découragement face aux nombreuses destructions. 
Norgot serait mort au Mont en 1026.

## Étymologie
L'anthroponyme Norgot est vraisemblablement d'origine norroise. Il est basé sur l'élément norðr « nord » qui entre en composition comme premier élément dans de nombreux noms de personnes scandinaves, exemple : Norbjørg, Norðbjørt (équivalent de Norbert), Norðmaðr (Normand), Norfrid, Norgrim, etc. Le second élément est le vieux norrois Gautr « Goth, originaire du Gautaland » que l'on retrouve dans les anthroponymes normands Angot, Turgot et Vigot, correspondants exacts du vieux norrois Ásgautr, Þórgautr et Vígautr (vieux danois Wigot).